# Sphaerodactylidae
Sphaerodactylidae är en familj av kräldjur i infraordningen Gekkota.

## Beskrivning
Familjens arter förekommer ursprungligen i stora delar av Sydamerika, i Centralamerika, på Västindiens öar, i norra Afrika, södra Europa och Sydvästasien. Några arter av släktet Sphaerodactylus introducerades i södra Florida. Dessa kräldjur liknar geckoödlor i utseende och främst aktiva på natten och vistas vanligen på träd. 
Släktena Coleodactylus, Lepidoblepharis och Pseudogonatodes hittas ofta bland löven i Amazonområdet. Arterna i de nämnda släktena har oftast en brunaktig färg och det är svårt att upptäcka de när de sitter stilla.
Släktet Sphaerodactylus är med 98 arter det största taxon i familjen. I släktet finns den minsta kända ödlan, Spaerodactylus ariasae, den blir bara omkring 30 millimeter lång och väger endast 12 gram.
I släktet Gonatodes finns 24 arter som med en längd på 35 till 40 mm bara är något större. Individerna från släktet vistas ofta på träd i djungeln eller på trädrötter som ligger ovanpå markytan.
Hos flera arter förekommer en utpräglad könsdimorfism där hannarna är större och färggladare.

## Systematik
Alla arter från nya världen sammanfattas i underfamiljen Sphaerodactylinae. Hur de står i relation till sina släktingar från gamla världen är däremot inte utredd. Därför listas de senare som incertae sedis. Det antas att de två utvecklingslinjerna skilde sig för 95 miljoner år sedan.
Familjen utgörs av 11 släkten:
- incertae sedis
  - Aristelliger Cope, 1862
  - Euleptes Fitzinger, 1843
  - Lepidoblepharis Peracca, 1897
  - Pristurus Rüppell, 1835
  - Quedenfeldtia Boettger
  - Teratoscincus Strauch, 1863
- Sphaerodactylinae
  - Saurodactylus Fitzinger, 1843
  - Sphaerodactylini
    - Coleodactylus Parker, 1926
    - Gonatodes Fitzinger, 1843
    - Lepidoblepharis Peracca, 1897
    - Pseudogonatodes Ruthven, 1915
    - Sphaerodactylus Wagler, 1830

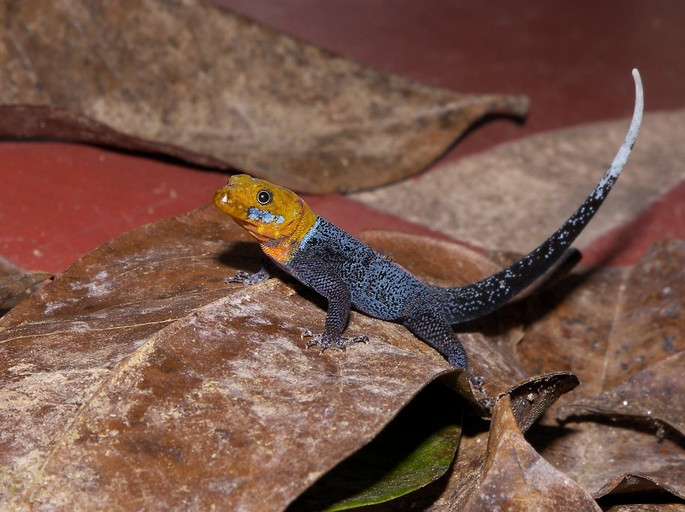
Hanne av Gonatodes albogularis
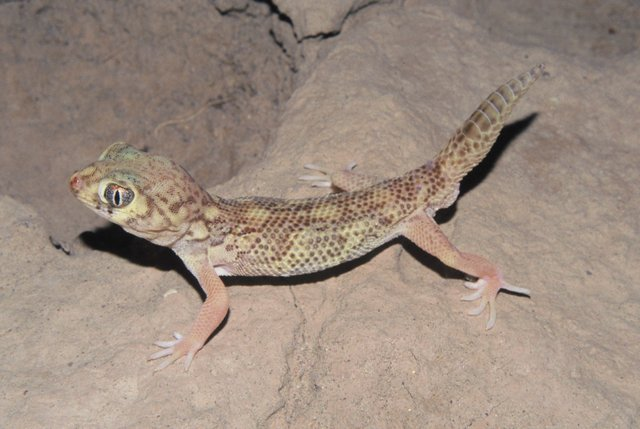
Teratoscincus bedriagai